# Öskjuleið
L'Öskjuleið (F88) è una strada dell'Islanda che collega l'Askja con la Hringvegur.

## Percorso
È tra le piste sterrate islandesi più frequentate, dato che permette di visitare attrazioni turistiche importanti come l'Askja e l'Herðubreið. La sua lunghezza è di circa 100 km e lungo il suo itinerario non sono presenti stazioni di servizio, per cui è consigliabile fare rifornimento sulla Hringvegur o a Möðrudalur prima di addentrarsi verso l'interno.
È una pista sterrata abbastanza impegnativa per la guida data la presenza di alcuni guadi ampi e profondi su affluenti della riva sinistra del Jökulsá á Fjöllum, come il Grafarlandaá. Ad esclusione dei guadi, la pista è generalmente scorrevole e con il fondo abbastanza compatto.
La F88 si connette alla Hringvegur nei pressi di Hrossaborg, un antico vulcanico con il cratere facilmente accessibile dalla strada tramite una parete del cratere crollata; il nome significa castello dei cavalli, dato che il cratere veniva utilizzato in passato come recinto per questi animali.

## Galleria d'immagini

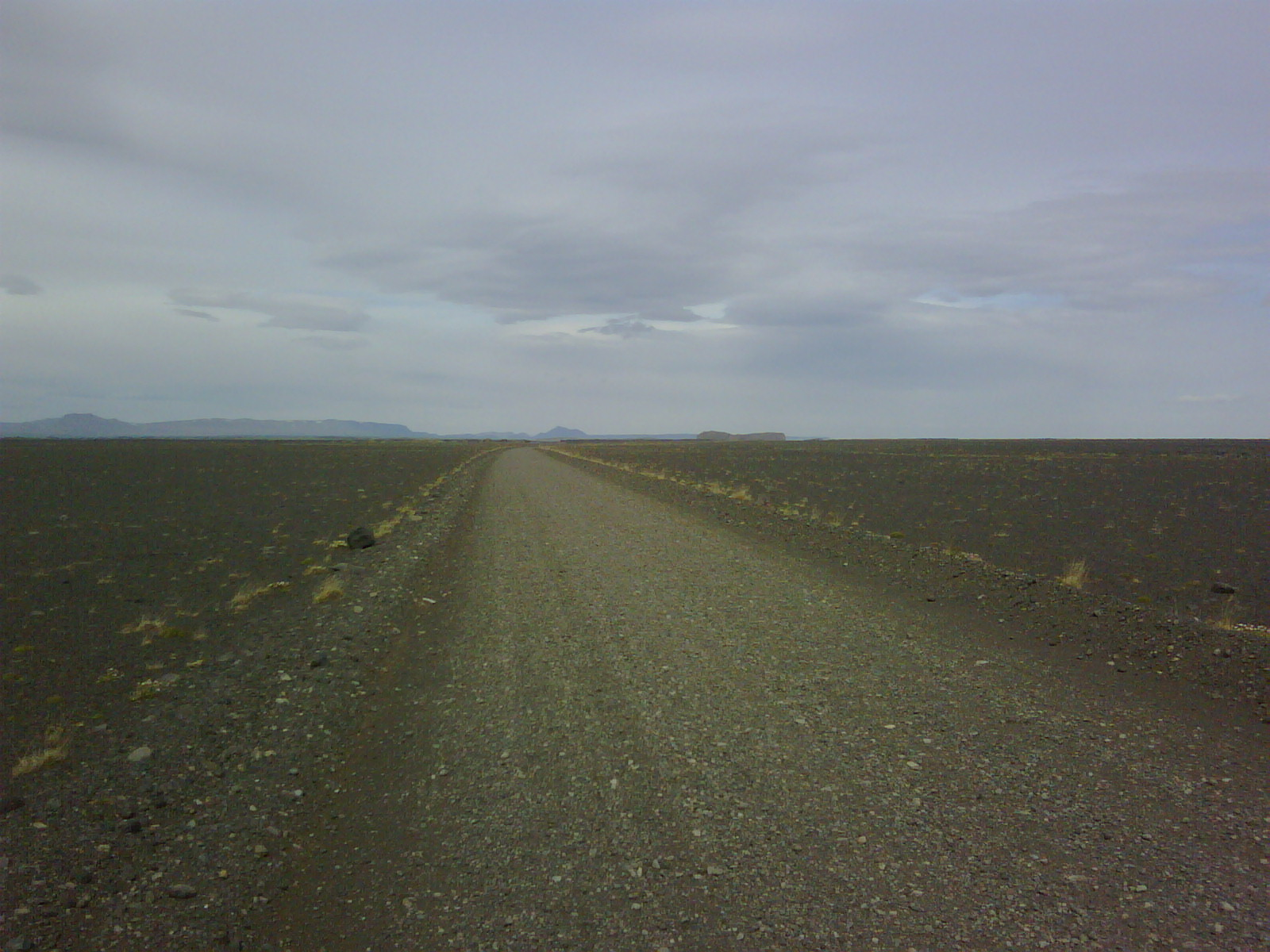
Rettilineo sulla F88
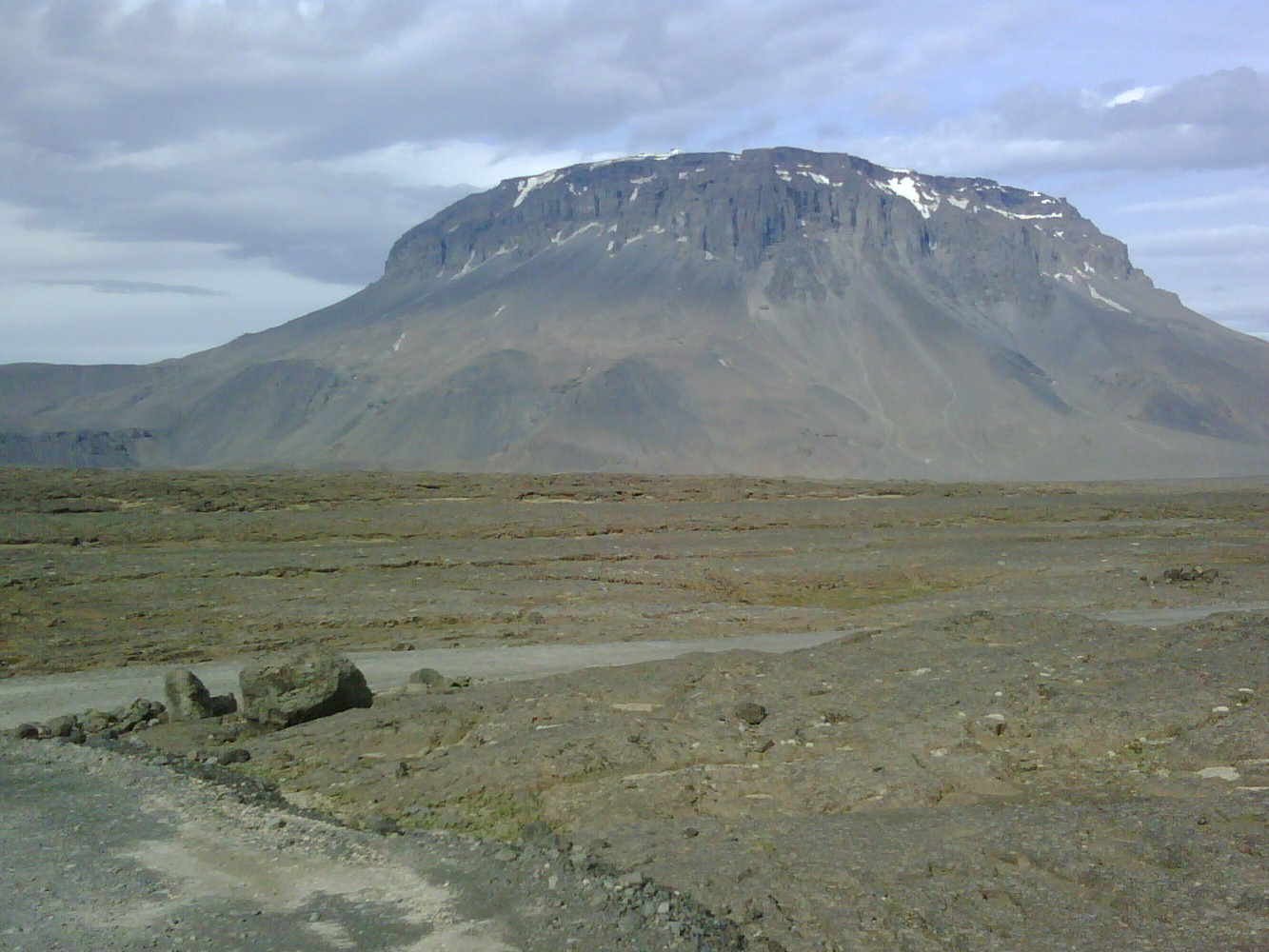
F88 nei pressi dell'Herðubreið
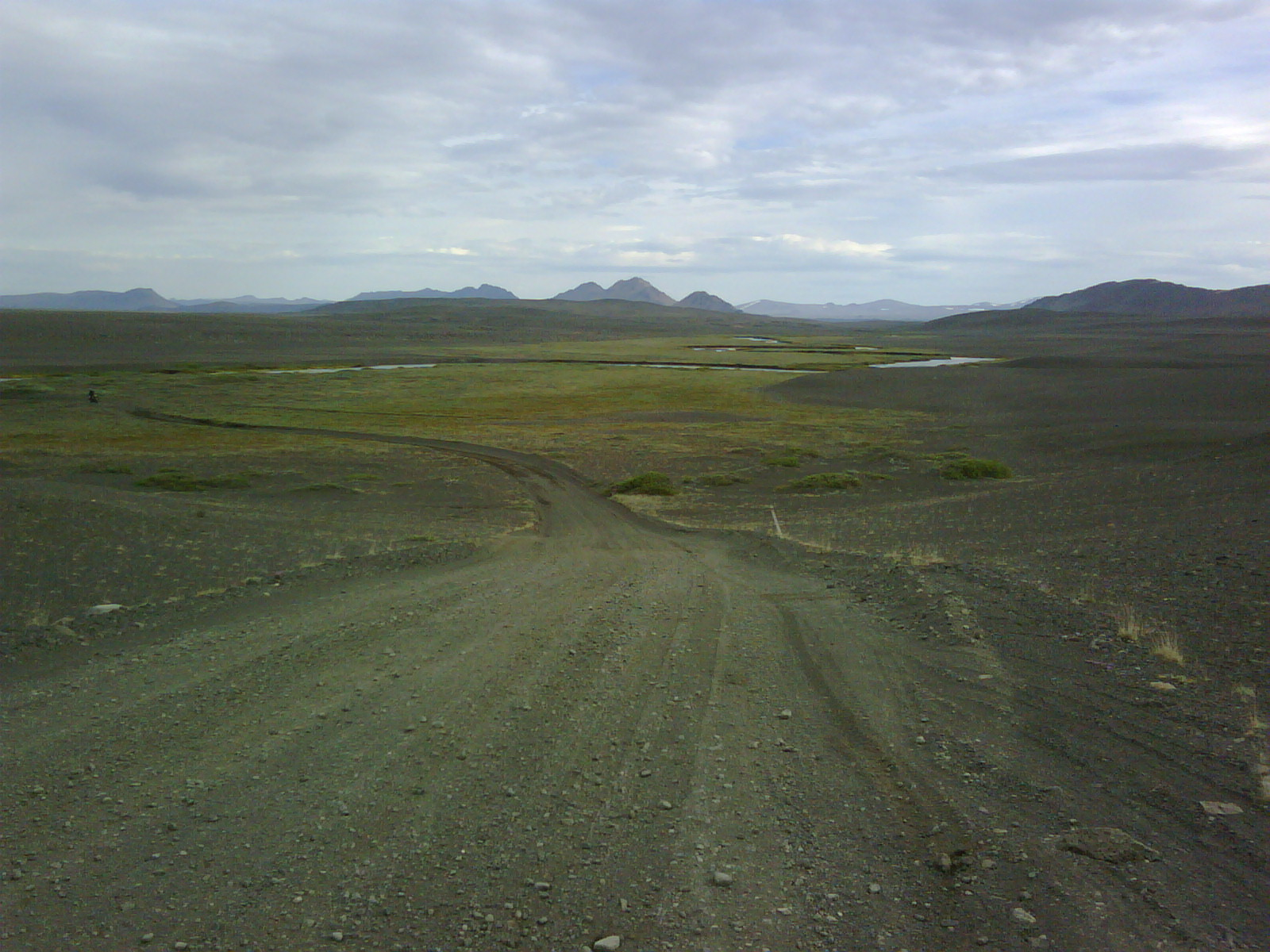
Pista F88
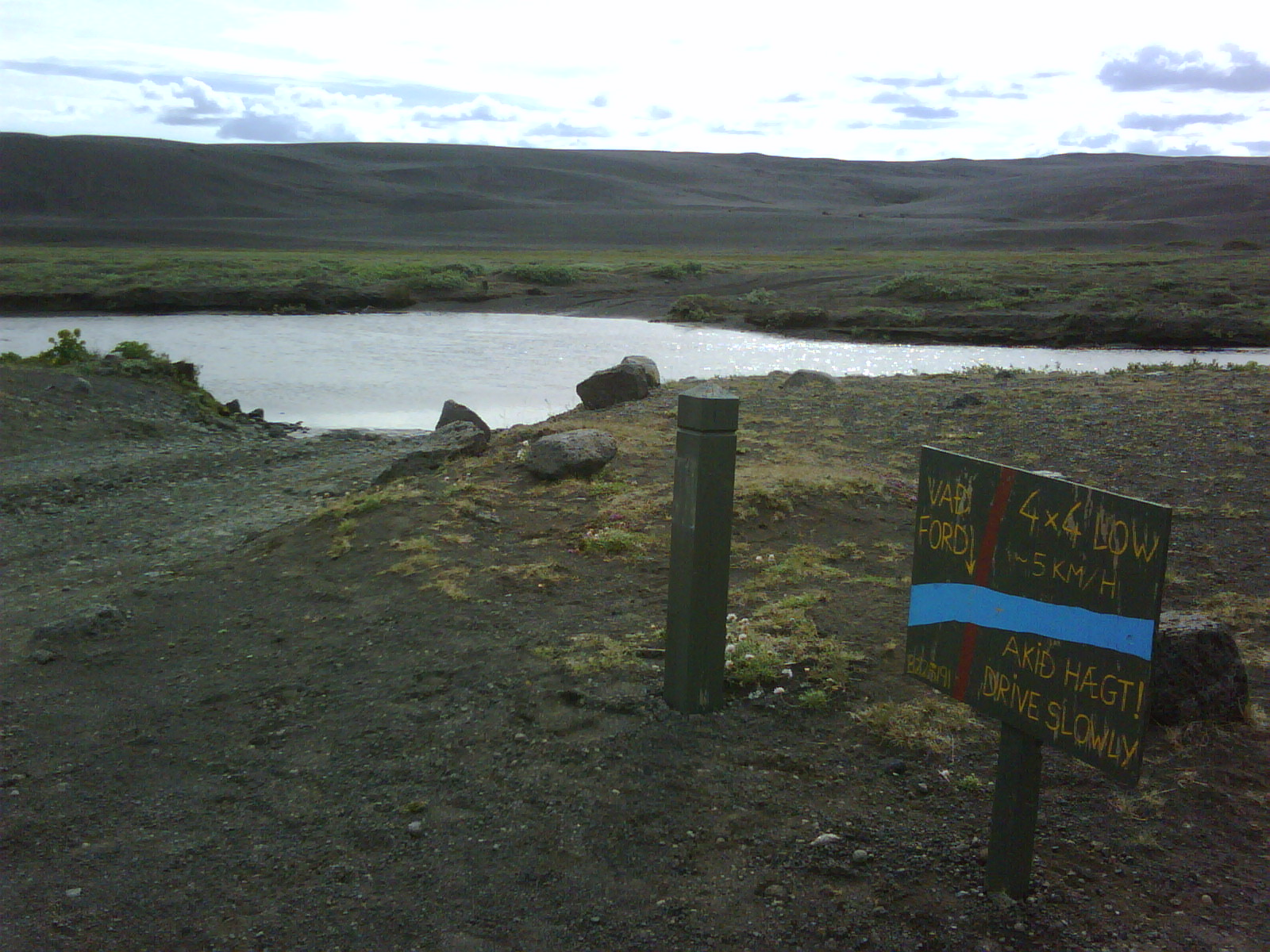
Guado sulla F88
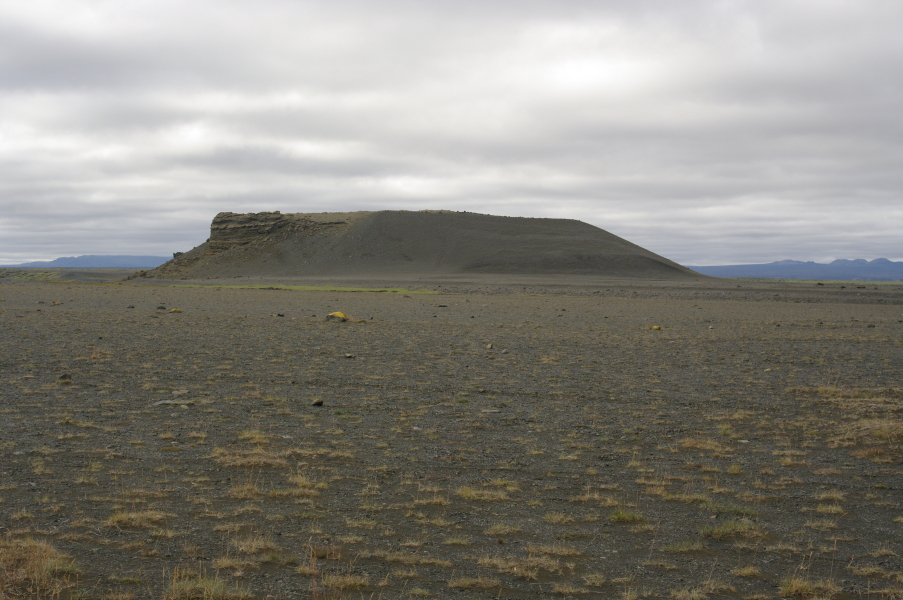
Il vulcano spento di Hrossaborg
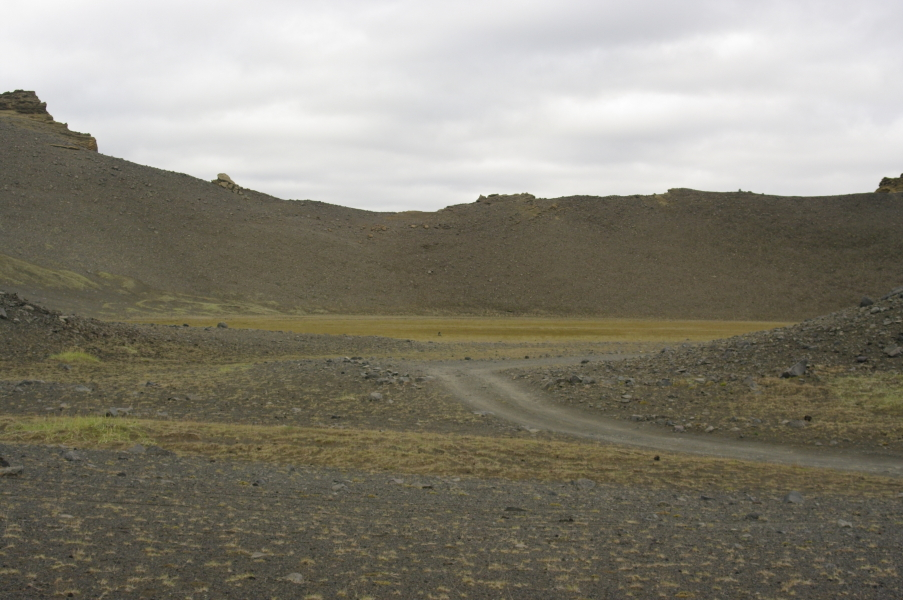
Interno del cratere di Hrossaborg
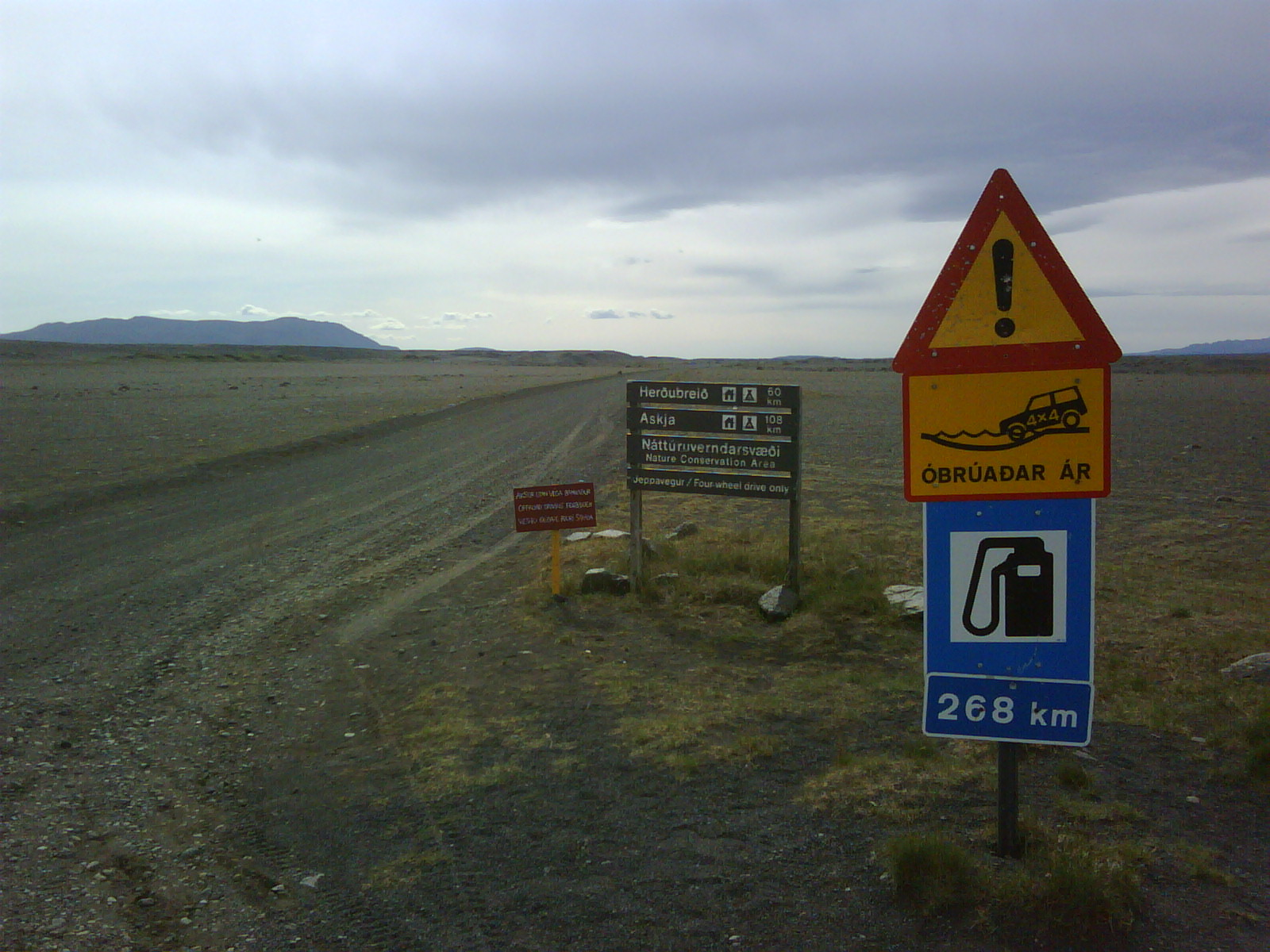
Bivio tra la F88 e la Hringvegur